# Hangzhouwan
Hangzhouwan (kinesiska: 杭州湾, 杭州湾镇) är en köping i Kina. Den ligger i provinsen Zhejiang, i den östra delen av landet, omkring 92 kilometer öster om provinshuvudstaden Hangzhou.
Genomsnittlig årsnederbörd är 1 778 millimeter. Den regnigaste månaden är juni, med i genomsnitt 285 mm nederbörd, och den torraste är januari, med 60 mm nederbörd.